# Kalipso (księżyc)
Kalipso (Saturn XIV) – księżyc Saturna, odkryty przez D. Pascu, K. Seidelmanna, W. Bauma i D. Currie w 1980 roku, z naziemnego obserwatorium.
Nazwa pochodzi od nimfy Kalipso, postaci z mitologii greckiej. Kalipso krąży w odległości około 295 tysięcy kilometrów od Saturna, w obrębie pierścienia E. Porusza się po tej samej orbicie, co dużo masywniejsza Tetyda, w punkcie Lagrange’a L5 na orbicie tego księżyca, jest więc tzw. księżycem trojańskim.